# 烏拉圭河齧脂鯉
烏拉圭河齧脂鯉，為輻鰭魚綱脂鯉目脂鯉亞目脂鯉科的其中一個種，分布於南美洲巴西烏拉圭河流域，體長可達5.3公分，棲息在底中層水域，生活習性不明。